# Sorio
Pour l’article ayant un titre homophone, voir Sorriaux.
Sorio est une commune française située dans la circonscription départementale de la Haute-Corse et le territoire de la collectivité de  Corse. Le village appartient à l'ancienne piève de San Quilico, dans le Nebbio.

## Géographie

### Situation
Sorio est une commune du Nebbio (Nebbiu en langue corse), une microrégion située au nord de la Corse, entre la Balagne et la plaine de la Marana. La commune appartient à la microrégion du Tenda, extrémité sud-occidentale du Nebbio, dans l'ancienne pieve de Santo Quilico.

### Géologie et relief
Sorio se situe dans l'En-Deçà-des-Monts ou « Corse schisteuse » au nord-est de l'île, par opposition à l'Au-Delà-des-Monts ou « Corse granitique » au sud-ouest, deux zones séparées ici par la vallée de l'Ostriconi, l'une des dépressions centrales qui vont de l'Île-Rousse à Solenzara en passant par Corte, et qui partagent la Corse en deux régions montagneuses distinctes.
Le territoire communal de Sorio occupe une partie du flanc oriental de la Serra di Tenda, entre deux points remarquables de sa ligne de crête, qui sont au nord le Monte Astu dont le sommet culmine à 1 535 m, et au sud la Bocca di Tenda (1 219 m). Il est représenté par la haute vallée de l'Aliso, ouverte au nord-est, soit le bassin versant du fiume Raghiunti qui est le nom de son cours supérieur.
Limites communales
Le territoire de Sorio est limité :
- au nord, par une arête du chaînon de la Serra di Tenda, une montagne schisteuse. La ligne de crête qui part à l'est en déclinant, démarre à un point situé à 500 m (distance orthodromique) au nord du monte Astu, « à cheval » sur Urtaca, San-Gavino-di-Tenda et Sorio. Elle passe par Monte Peru (1 333 m), monte d'Alzareccia (1 192 m), la borne A Genucula (1 042 m), Cima di Petricali (852 m), Monte a Costa (542 m), puis rejoint le cours du ruisseau d'Occhina jusqu'à sa confluence avec un ru sans nom, à un point du fiume à 116 m d'altitude.
- à l'est, depuis le point défini ci-dessus, par une ligne orientée au sud vers le cours du ruisseau de Ficapenta qu'elle suit jusqu'à la fontaine di Gargaletta (257 m) avant de se diriger en remontant la ligne de crête quasi droite vers le Monte Buggientone (1 077 m).
- au sud, les limites méridionales de la commune vont du Monte Buggientone, remontent au sud de la Cresta di Poggiali, le cours du ruisseau de Stollu, presque jusqu'à sa source, pour rejoindre Bocca di Tenda (1 219 m). Tout proche du col, sur Sorio, sont les ruines de la chapelle San Jabicu.
- à l'ouest, la ligne de crête va de la Bocca di Tenda au sud jusqu'au nord du monte Astu (1 535 m), sommet culminant du massif de Tenda. La démarcation passe par Cima di Cornatoio (1 311 m), Cima di Grimaseta (1 509 m), Bocca di Banditi (1 428 m) et Petra San Ghiaccu (1 512 m).

### Hydrographie
À moins de 2 km (distance orthodromique) au sud, sous la Cima di Cornatoio (1 311 m), naissent deux cours d'eau s'écoulant tous deux vers l'est : au nord le ruisseau de Nocio et au sud le ruisseau de Stollu, séparés par la Cresta di Poggiali. Après leur jonction, le Nocio est alimenté principalement par les eaux du ruisseau de Campocassu. À cette confluence, le Nocio prend le nom de fiume Raghiunti, et plus bas, celui de rivière l'Aliso. Le fiume Raghiunti a pour affluent les ruisseaux de Furnelli et de Ficapenta qui circulent de part et d'autre de la colline sur laquelle ont été bâtis les villages de Sorio et de Croce.
Le petit barrage de Campiglione a été construit sur le ruisseau de Furnelli, à environ 500 m « à vol d'oiseau » au sud-ouest du village.
À remarquer l'existence de nombreuses fontaines dans la montagne dominant le village.

### Climat et végétation
Sorio bénéficie d'un climat plus humide que le versant méridional du Tenda. La commune est couverte d'une végétation souvent impénétrable au fond des vallons, faite de haut maquis avec des futaies de chênes verts. Aux abords du village construit à environ 350 mètres sur une arête rocheuse, entre le fiume Raghiunti et le ruisseau de Ficapenta qui confluent au nord-est au Mulinu di Tennereto, se trouvent des châtaigniers et des oliviers.

### Voies de communication et transports

#### Accès routiers
On n'accède à Sorio que par la voie routière. Le village de Sorio est desservi par une seule route, la D 62, « route corniche » du Nebbio qui traverse tous les villages perchés à flanc de montagne du sud de la microrégion. Sur cette route, Sorio est entouré de San-Gavino-di-Tenda au nord, et de Piève à l'est.

#### Transports
Sorio se trouve à 31 km du port de commerce de Bastia. L'aéroport le plus proche est l'aéroport de Bastia Poretta, à 29 km. La gare de Biguglia, gare la plus proche, est distante de 21 km.

## Urbanisme

### Typologie
Au 1er janvier 2024, Sorio est catégorisée commune rurale à habitat dispersé, selon la nouvelle grille communale de densité à sept niveaux définie par l'Insee en 2022.
Elle est située hors unité urbaine. Par ailleurs la commune fait partie de l'aire d'attraction de Bastia, dont elle est une commune de la couronne,. Cette aire, qui regroupe 93 communes, est catégorisée dans les aires de 50 000 à moins de 200 000 habitants,.

### Occupation des sols
L'occupation des sols de la commune, telle qu'elle ressort de la base de données européenne d’occupation biophysique des sols Corine Land Cover (CLC), est marquée par l'importance des forêts et milieux semi-naturels (99,9 % en 2018), une proportion identique à celle de 1990 (99,9 %). La répartition détaillée en 2018 est la suivante : 
milieux à végétation arbustive et/ou herbacée (56 %), espaces ouverts, sans ou avec peu de végétation (27,5 %), forêts (16,4 %). L'évolution de l’occupation des sols de la commune et de ses infrastructures peut être observée sur les différentes représentations cartographiques du territoire : la carte de Cassini (XVIIIe siècle), la carte d'état-major (1820-1866) et les cartes ou photos aériennes de l'IGN pour la période actuelle (1950 à aujourd'hui).

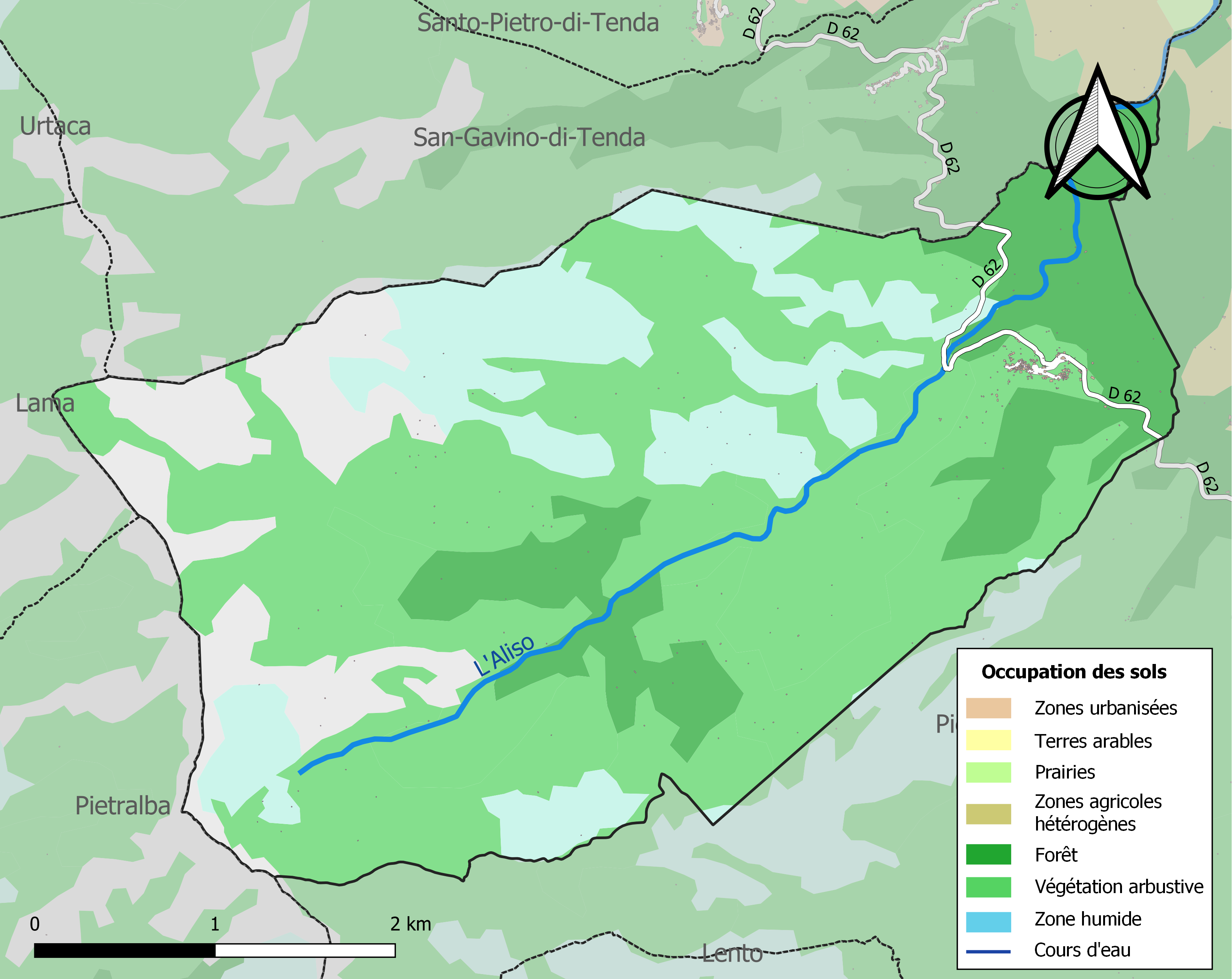
Carte des infrastructures et de l'occupation des sols de la commune en 2018 (CLC).
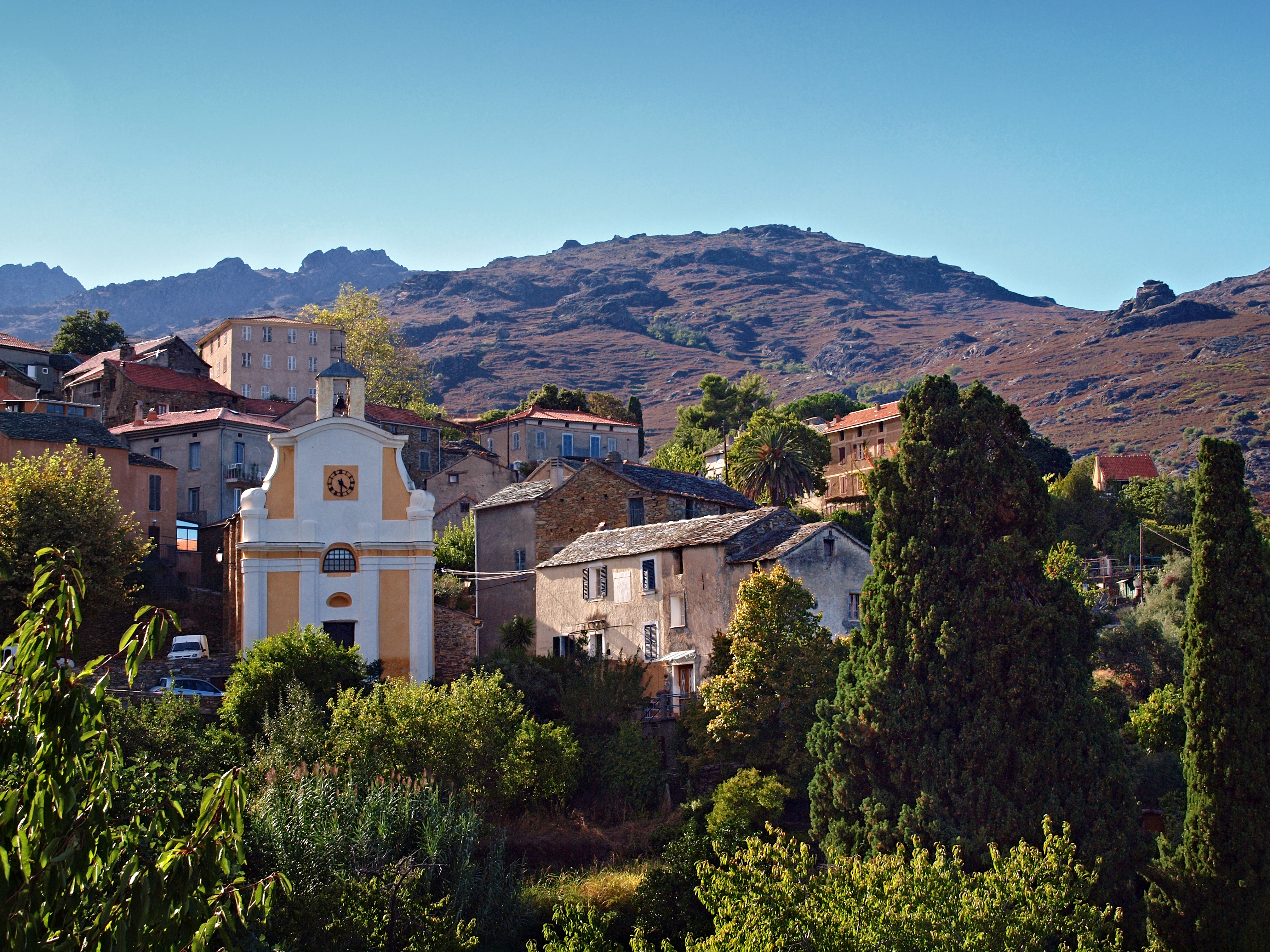
Vue du village de Sorio.

## Histoire

### Préhistoire
Trois statues-menhirs ont été découvertes à la Bocca di Tenda, col « à cheval » sur Pietralba, Piève et Sorio, et qui sépare le Nebbio de la vallée de l'Ostriconi. Datées de 1400 à 1300 ans av. J.-C., elles attestent de la présence humaine au Néolithique et sont certainement des monuments funéraires. Déplacées, elles se trouvent aujourd'hui devant l'église paroissiale San Quilico de Piève. Elles ont pour nom Murello, Bucentine et Mortula.

### Temps modernes

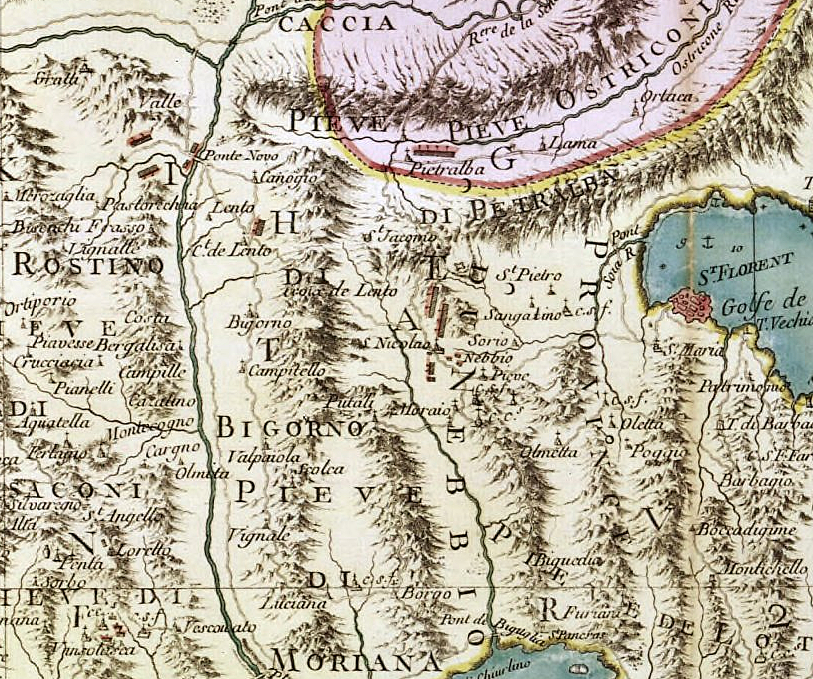
Positions militaires françaises en 1768.

Au début du XVIe siècle, la pieve de Santo Quilico qui comptait environ 2 000 habitants vers 1520, avait pour lieux habités : Soriu, la Pieve, Zigliani, Rapalle, la Juncha, la Carasincha, Morato Sottano, Morato Soprano, Loreto, Petra di Loreto.
Au début du XVIIIe siècle, selon l’abbé Francesco Maria Accinelli à qui Gênes avait demandé d'établir à des fins militaires une estimation des populations à partir des registres paroissiaux, rapportait (texte en italien) d'abord : « Scorgesi la Pieue di S.Quilico con 950 abitanti le di cui ville sono Morato soprano, Morato sottano, Rapale, Sorio, Croce, e Pieve » puis plus loin, dans la « Provincia del Nebbio : V. Pieve di S.Quilico : Morato Soprano, e Sottano 311. Rapale 159. Sorio, e Croce 267. Pieve 185 ».
Durant la période de révolte des Corses contre Gênes (1729-1769), le Nebbio a été le théâtre de combats militaires. Les Français entrés en action, prennent de fait la Corse aux Génois en mai 1768.
- 1768 - septembre : ils ont conquis tout le Nebbio. Le 13 septembre un convoi de prisonniers corses (34 officiers, 102 soldats) arrive à Toulon. Parmi ces prisonniers le capitaine Anghjulu Luigi Petriconi, de Soriu.
- 1769 - 5 mai : à l'aube, M. De Vaux et son adjoint le lieutenant-général de Bourcet commandent l'offensive générale des troupes françaises : le maréchal de camp d'Arcambal s'avance sur Piève ; le lieutenant-général marquis de Boufflers bouscule les Nationaux entre Rapale et Vallecalle ; le chevalier de Viomesnil enlève Bigornu ; Marbeuf s'empare du Borgu que défendait Carlu Raffaelli ; le marquis Descoulombre appuie ces mouvements avec 16 bataillons et toute l'artillerie. Paoli quitte Muratu et ordonne la retraite. Clemente Paoli, le comte Gentili, Acchille Murati et Dante Grimaldi abandonnent leurs positions aux Français. À 10 heures les premiers éléments de l'armée du Roi atteignent l'objectif assigné par De Vaux ; le soir, toute l'armée campe sur le plateau de Santu Niculaiu.
- 1769 - 7 mai : nouvelle marche en avant des Français : M. De Vaux occupe Lentu et M. d'Ogny le col de San Ghjacumu qui domine Petralba et la vallée de l'Ostriconi, c'est-à-dire la communication avec la Balagna ; sur les arrières, d'Arcambal, de Viomesnil et M. d'Ampus occupent Soriu, San Gavinu et Santu Petru. Les Corses tentent de reprendre la Bocca San Ghjacumu mais sont repoussés.

Le 8 mai, les Corses se lancent à l'assaut de Lentu et de la Bocca San Ghjacumu ; ils bousculent les Français et sentent que la victoire est à leur portée, mais Paoli, qui surveille les opérations d'une hauteur de l'autre côté du Golo, a négligé de protéger les flancs. Deux colonnes françaises sortent de Bigorno et Canavaggia ; les Corses, pris à revers, sont forcés à une retraite désordonnée vers le pont du Golo sous le feu plongeant des armes françaises.
Dans une Corse passée sous administration militaire française en 1769, Sorio est dans la pieve du Bevinco (Bevincu), nouveau nom donné à la pieve de Santo Quilico. Après la cession de la Corse à la France, en 1790 la pieve du Bevinco devient le canton de Murato, dans l'arrondissement de Bastia.

### Époque contemporaine
- 1954 : le canton de Santo-Pietro-di-Tenda dans l'arrondissement de Bastia, est composé avec les communes de San-Gavino-di-Tenda, Santo-Pietro-di-Tenda et Sorio qui comptait alors 245 habitants.
- 1971-1973 : le canton du Haut Nebbiu est créé avec la fusion imposée des anciens cantons de Lama, Murato et Santo-Pietro-di-Tenda.
- 2010 - 1er janvier : la commune de Sorio passe de l'arrondissement de Bastia à l'arrondissement de Calvi.

## Politique et administration

### Liste des maires
| Période                                  | Période  | Identité         | Étiquette | Qualité                    |
| ---------------------------------------- | -------- | ---------------- | --------- | -------------------------- |
| mars 2001                                | En cours | Joseph Chiarelli | PRG       | Salarié du secteur médical |
| Les données manquantes sont à compléter. |          |                  |           |                            |

## Population et société

### Démographie
L'évolution du nombre d'habitants est connue à travers les recensements de la population effectués dans la commune depuis 1800. Pour les communes de moins de 10 000 habitants, une enquête de recensement portant sur toute la population est réalisée tous les cinq ans, les populations de référence des années intermédiaires étant quant à elles estimées par interpolation ou extrapolation. Pour la commune, le premier recensement exhaustif entrant dans le cadre du nouveau dispositif a été réalisé en 2008.

En 2022, la commune comptait 129 habitants, en évolution de −7,86 % par rapport à 2016 (Haute-Corse : +5,15 %, France hors Mayotte : +2,11 %).
| 1800 | 1806 | 1821 | 1831 | 1836 | 1841 | 1846 | 1851 | 1856 |
| ---- | ---- | ---- | ---- | ---- | ---- | ---- | ---- | ---- |
| 469  | 496  | 506  | 490  | 525  | 629  | 603  | 591  | 593  |

| 1861 | 1866 | 1872 | 1876 | 1881 | 1886 | 1891 | 1896 | 1901 |
| ---- | ---- | ---- | ---- | ---- | ---- | ---- | ---- | ---- |
| 519  | 480  | 519  | 546  | 558  | 584  | 582  | 567  | 548  |

| 1906 | 1911 | 1921 | 1926 | 1931 | 1936 | 1946 | 1954 | 1962 |
| ---- | ---- | ---- | ---- | ---- | ---- | ---- | ---- | ---- |
| 469  | 511  | 400  | 536  | 514  | 528  | 508  | 245  | 176  |

| 1968 | 1975 | 1982 | 1990 | 1999 | 2006 | 2008 | 2013 | 2018 |
| ---- | ---- | ---- | ---- | ---- | ---- | ---- | ---- | ---- |
| 165  | 141  | 118  | 126  | 148  | 152  | 154  | 137  | 144  |

| 2022 | - | - | - | - | - | - | - | - |
| ---- | - | - | - | - | - | - | - | - |
| 129  | - | - | - | - | - | - | - | - |

### Enseignement
L'école primaire publique la plus proche se situe à Santo-Pietro-di-Tenda, distante de 5,5 km environ. Le collège le plus proche se situe à Saint-Florent, soit à 21 km ; celui de Biguglia est à 22 km. Le collège d'enseignement secondaire le plus près est à Montesoro / Bastia (25 km).

### Santé
Le plus proche hôpital est le centre hospitalier général de Bastia, distant de 27 km. Des médecins se trouvent à Saint-Florent (21 km), où se trouvent deux pharmacies, plusieurs kinésithérapeutes, infirmiers et podologues.

### Cultes
La paroisse (église San Filippu Neri) relève du diocèse d'Ajaccio.

### Manifestations et festivités
- 26 mai, San Filippu Neri, fête patronale de Sorio.
- 23 août chaque année, depuis 2007, une messe est célébrée à la chapelle Sain- Antoine-Abbé

### Sports

#### Randonnées

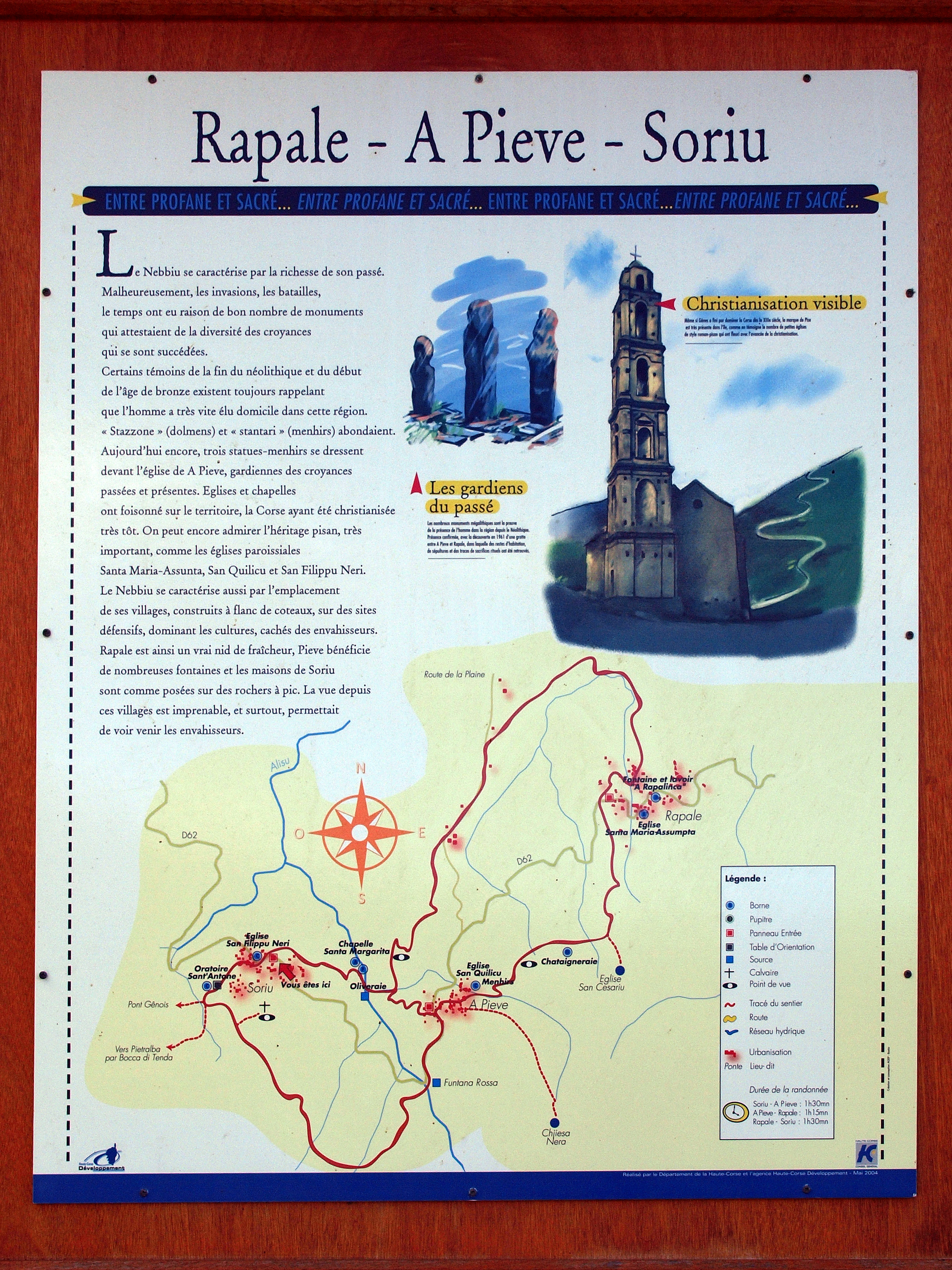
Panneau du sentier patrimonial.

- Sentier « Entre profane et sacré ». Ce sentier patrimonial en boucle, relie les villages de Rapale, Piève et Sorio. Il y fait découvrir à la fois, des dolmens (stazzone) et menhirs (stantari), des édifices religieux hérités des Pisans, des fontaines et lavoirs, etc.
- Plusieurs sentiers ont été réaménagés, avec quelquefois, l'aide d'étudiants étrangers. Un des sentiers permet de rejoindre bocca di Tenda ainsi que le circuit Randonnée du Monte Astu qui démarre à Lama.

## Culture locale et patrimoine

### Lieux et monuments

#### Église San Filippu Neri

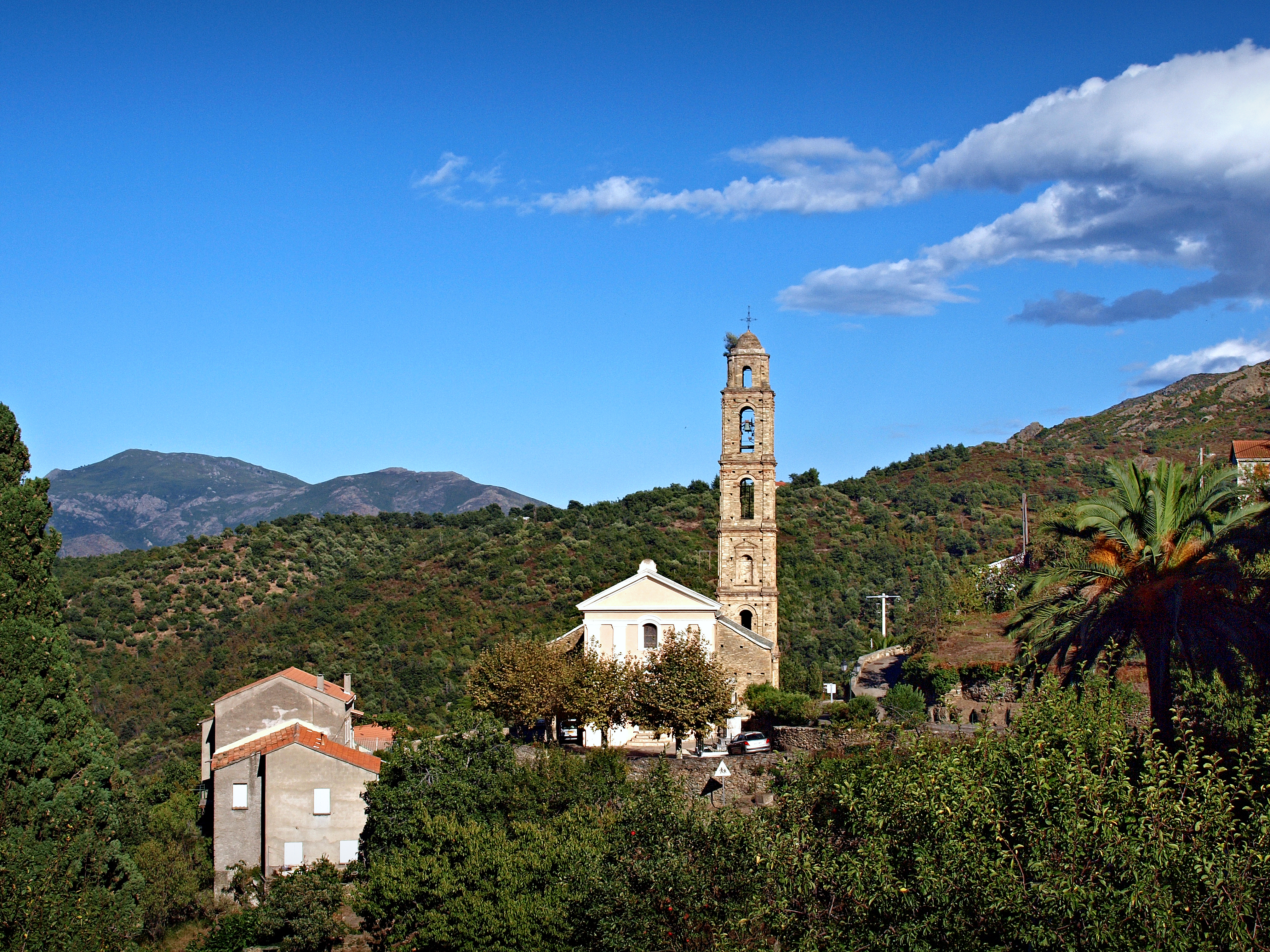
Vue de San Filippu Neri.

L'église San Filippu Neri est un héritage pisan, construite en 1622. Cette église paroissiale possède un remarquable clocher de 5 étages en pierres apparentes avec de nombreux trous de boulin. À l'intérieur se trouve un rare autel polychrome en marbre jaune, rouge et noir (mosaïque). Selon les inscriptions, il date de 1704. Le maître-autel est protégé et classé depuis le 16 mars 1908. Propriété de la commune, il a été inscrit Monument historique le 17 décembre 1992.
En 1622, l'évêque du Nebbiu Giovanni Mascardi la place sous le patronage de San Filippu Neri (1515 - 1596). C'est la première fois que ce vocable était utilisé en Corse. Elle a été consacrée en 1724.
L'église renferme un tableau : l'Extase de saint François de Paule, une peinture sur toile du XVIIe siècle protégée et classée depuis le 16 mars 1908. Le tableau propriété de la commune, est inscrit Monument historique par arrêté du 17 décembre 1992.

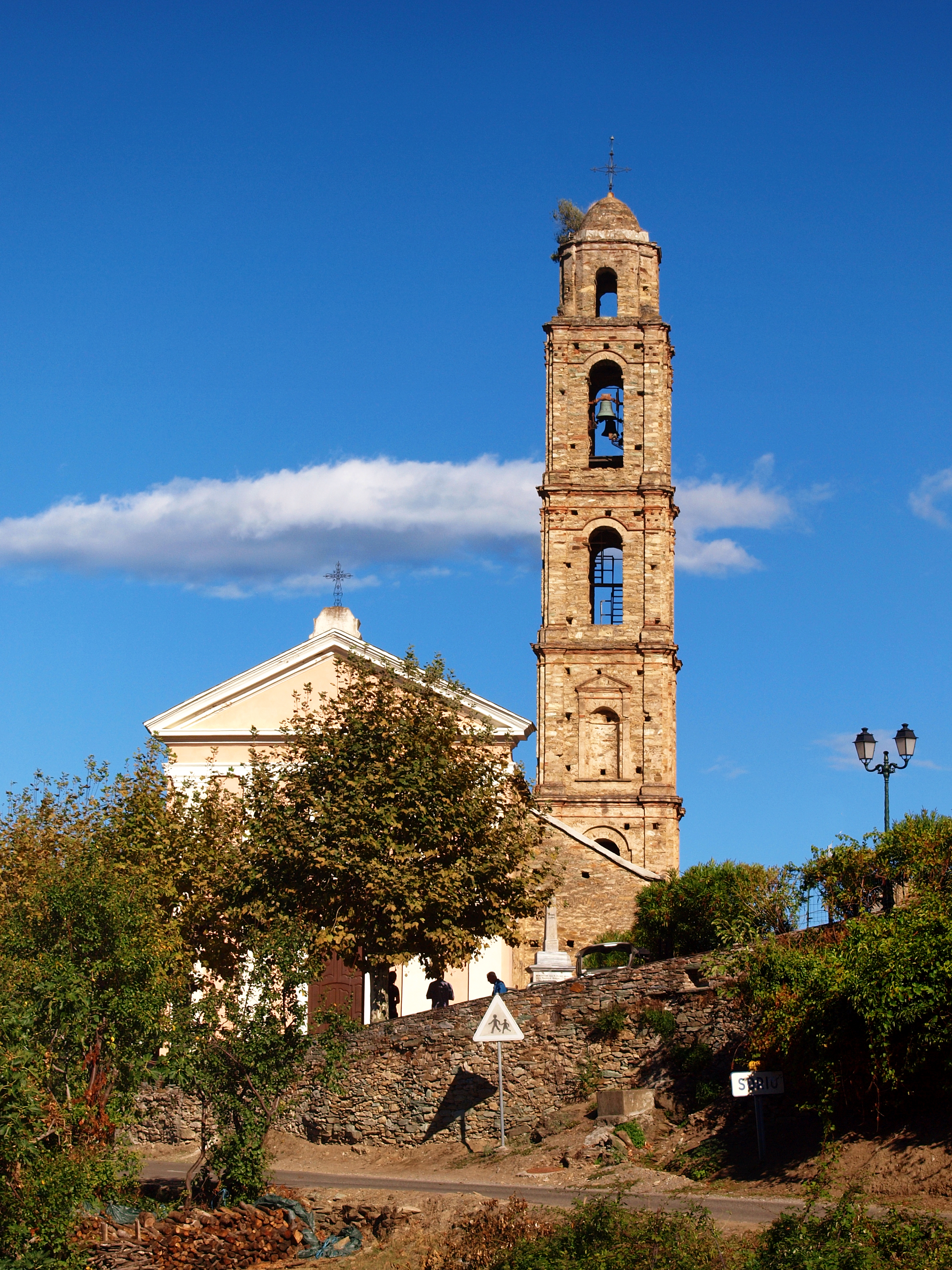
San Filippu Neri.
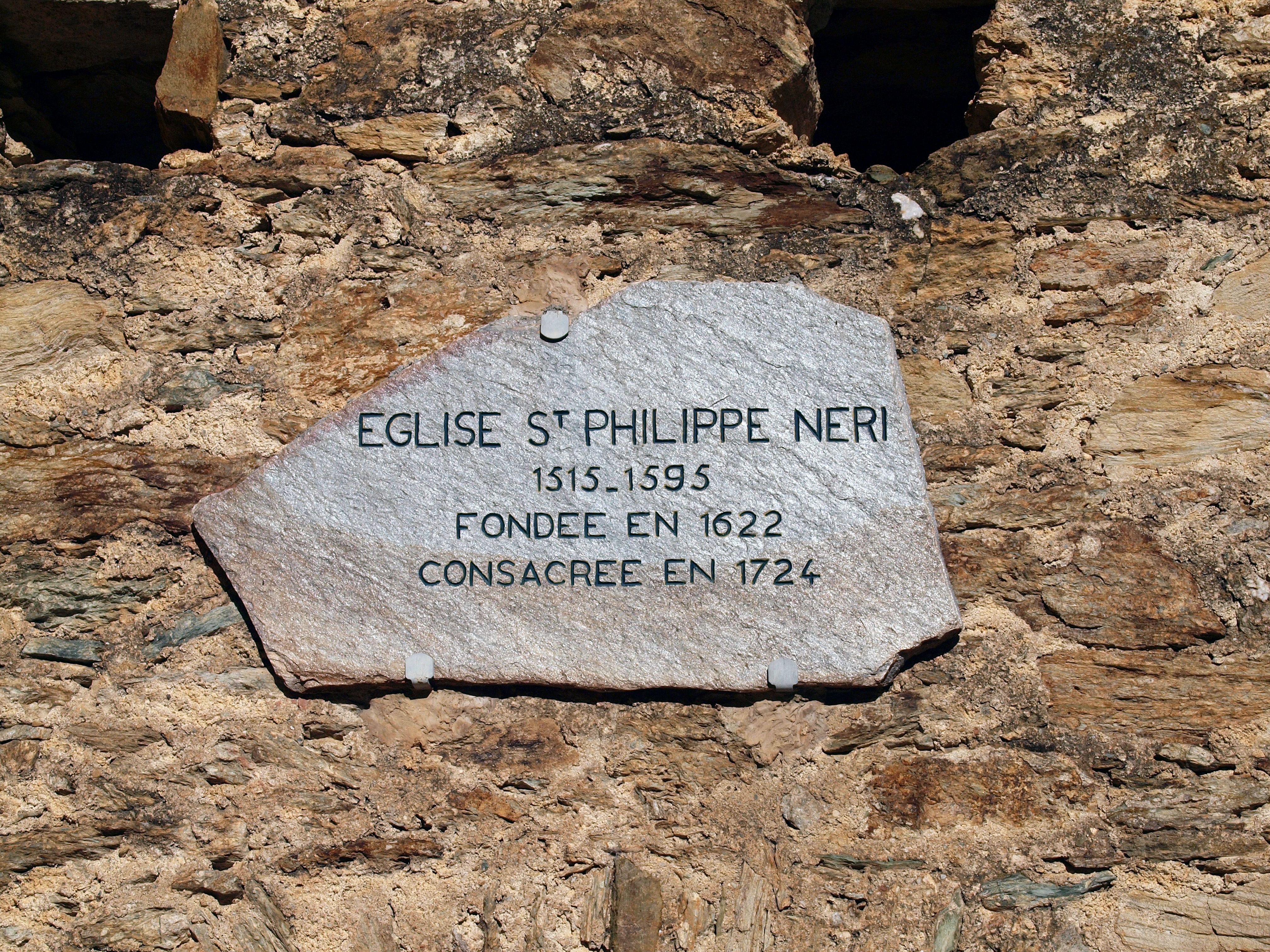
Plaque.
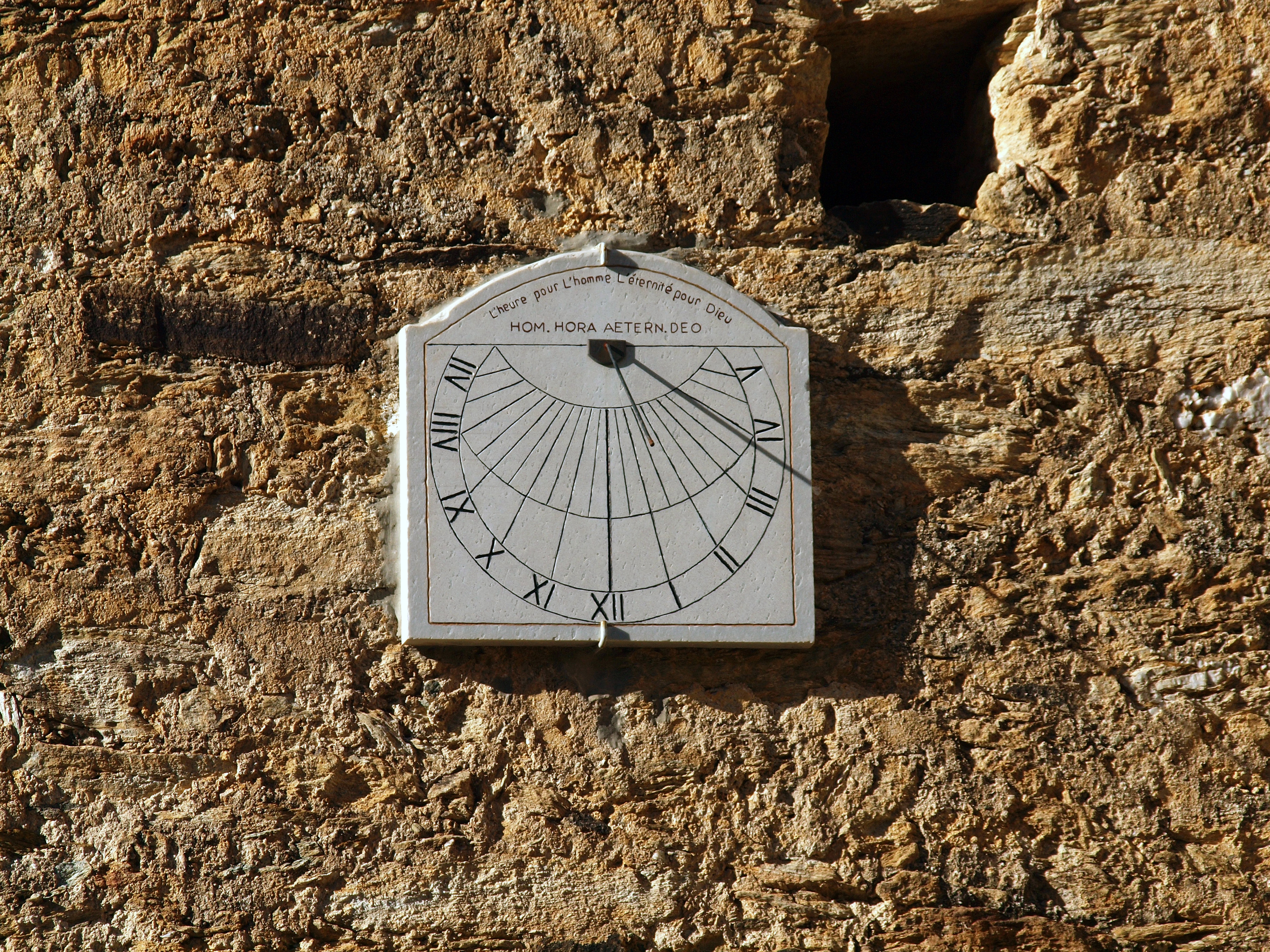
Cadran solaire.
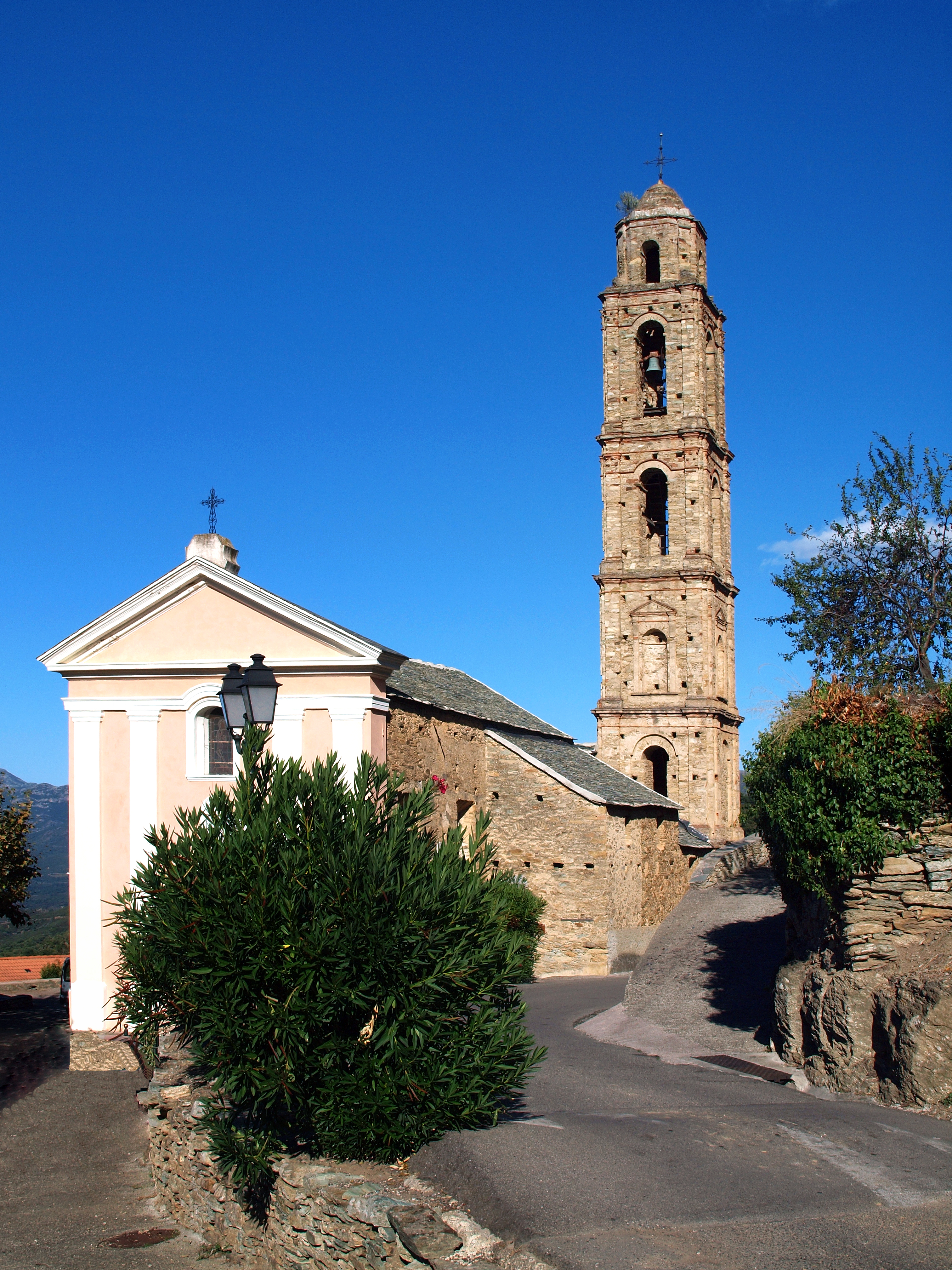
Vue de l'église.
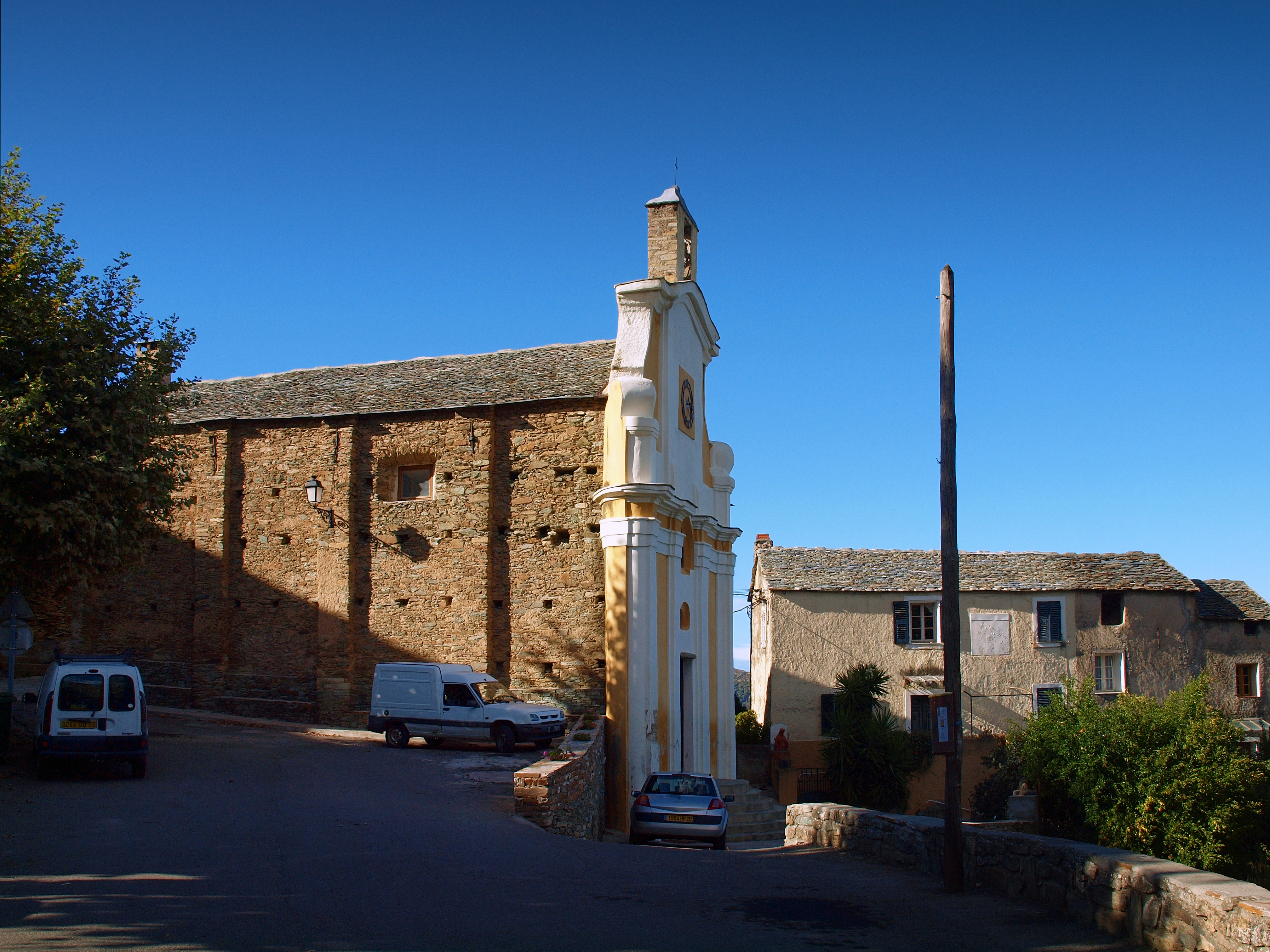
Sainte-Croix, chapelle désaffectée.

#### Chapelle romane Santa Margarita
La chapelle Santa Margarita est située dans le cimetière, à l'est du village. Elle est ruinée. La chapelle date du XVIIe siècle. Propriété d'une personne privée, les ruines de la chapelle Santa Margarita sont classées Monument historique par arrêté du 24 septembre 1936. L'édifice a été en partie restauré.
La chapelle romane primitive, Sainte-Marie-de-l'Assomption (Santa Maria Assunta di Arca), située dans un enclos cimétérial en contrebas du village, est datable, par sa technique de construction, du XIIIe siècle.
« Les vestiges de deux statuettes saillantes (comme à Aregno, Cambia ou à Murato), brisées, de part et d’autre de l’arc de décharge de la porte, rappellent peut-être ici aussi le rôle judiciaire, souvent attesté, de l’église principale de la piève ».

#### Autres patrimoines religieux

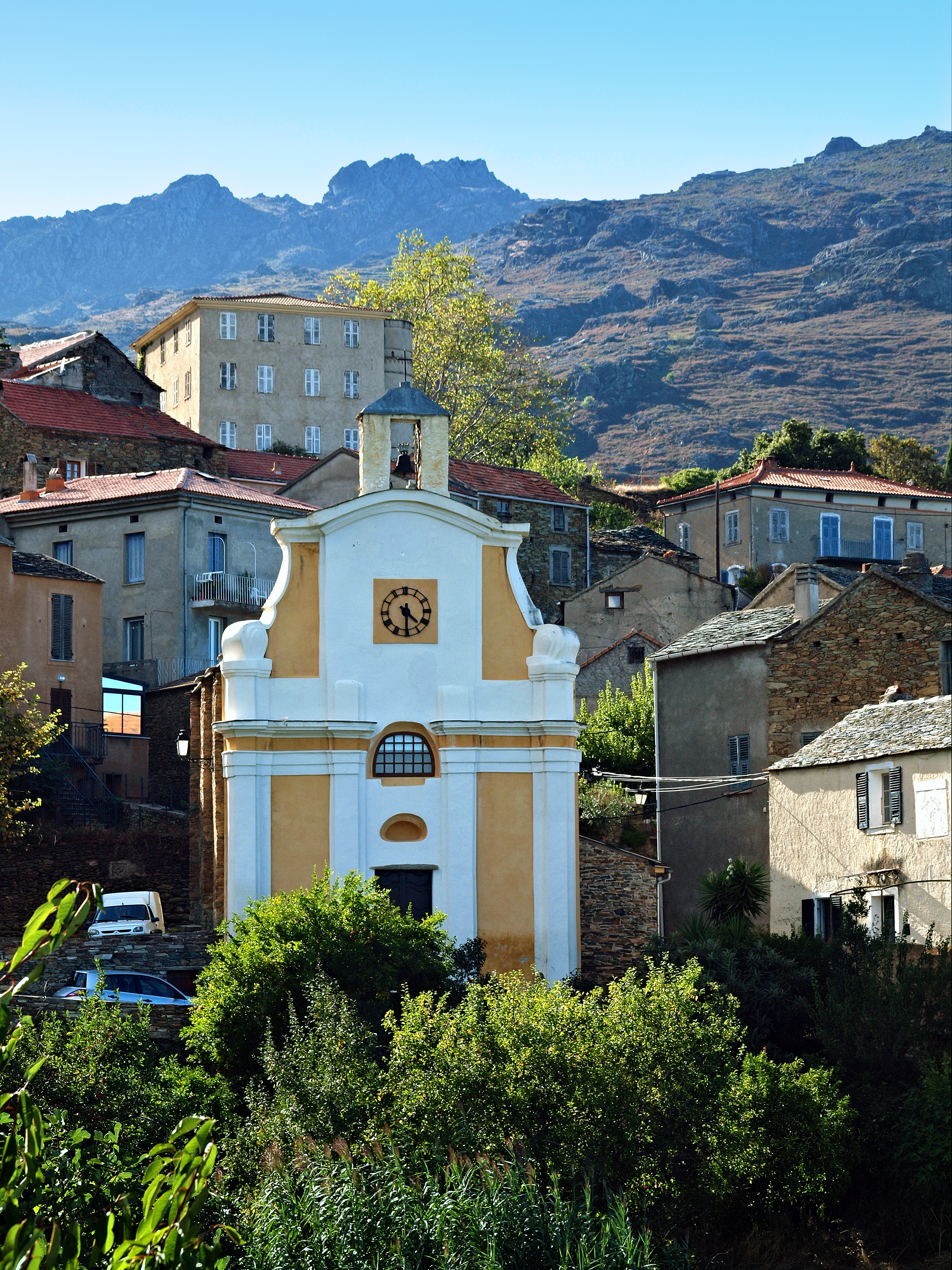
Vue du village et de Sainte-Croix.

- Oratoire Saint-Antoine Abbé (Sant'Antone) chapelle récemment restaurée, située à 427 m d'altitude et à 250 m au SO du village, dominant le hameau de Croce.
- Chapelle Sainte-Croix (Santa Croce) au fronton restauré, aux murs de pierres apparentes avec trous de boulin, située sur la place du village. Elle a servi de lieu de culte intermédiaire, entre l'abandon de Santa Margarita et la construction de San Filippu Neri. Transformée en 2000 en salle polyvalente, elle est de nos jours un lieu festif communal, « profane », situé sur le parcours du sentier patrimonila « Entre sacré et profane ».
- Baptistère de Saint-Jacques (San Jabicu) ruiné, proche du col de Tenda (Bocca di Tenda - 1 219 m). Il date du XIIe siècle. Sont encore visibles la chaire taillée à même le roc et un immense front baptismal d'un pur style roman[20].

#### Architecture civile
- Monument aux morts érigé sur le parvis de l'église San Filippu Neri.
- Fontaine sous voûte au centre du village. 1645 est gravée au-dessus de la fontaine.
- Pont génois de Case Cocchie, sur le fiume Raghiunti, au sud-ouest et à près d'un kilomètre du village.
- L'ancien moulin Mulinu di Tennereto en bordure du fiume Raghiunti, au nord du village.
- Table d'orientation proche de l'oratoire Saint-Antoine-Abbé
- Fours communaux, dont les vieilles pierres ont été restaurés récemment.

### Patrimoine naturel
Sorio est concernée par une zone naturelle d'intérêt écologique, faunistique et floristique (ZNIEFF) de 2e génération :
Crêtes Mont Asto Mont St Angelo
ZNIEFF 940013187 : Sorio fait partie des 9 communes incluses dans cette zone. Le massif du Tenda est situé dans le nord de l'île et assure la transition entre la chaîne du Cap Corse et celle de San Petrone en Castagniccia. La ligne de crête principale est orientée nord-ouest, sud-ouest et comprend neuf sommets de plus de 1 000 m, le culmen étant le Monte Astu (1 535 m).

### Personnalités liées à la commune
- César-Mathieu Simoni de Petricone (Soriu 1727 - Bastia 1794). Général de brigade (1791).
- Philippe Simoni de Petricone (Soriu 1770 - Verona 1796). Général de brigade (1796).